# 谷口健太郎
谷口 健太郎（たにぐち けんたろう、1961年4月4日-）は東証のプライム市場上場のタカラレーベングループ（現MIRARTHホールディングス）のエネルギー事業の中核子会社である株式会社レーベンクリーンエナジー代表取締役社長。MIRARTHホールディングス株式会社執行役員も兼任。広島県出身。
日商岩井株式会社（現、双日株式会社）と、ソフトバンク・イーコマース株式会社（現ソフトバンク）での勤務を経て、シーエムネット株式会社代表取締役副社長就任（ソフトバンク・イーシーホールディングス株式会社５０％、森ビル株式会社５０％、インターネット上の建築オープンマーケットプレース運営）、その後ディーコープ株式会社 代表取締役社長、会長に就任。2022年ディーコープ株式会社会長退任後、現在に至る。

## 経歴
1961年4月4日に広島県で生まれる。早稲田大学理工学部工業経営学科卒業。同大学理工学部大学院にて修士号取得。
1987年 日商岩井株式会社（現、双日株式会社）入社。情報電子産業部、医用民生電子部を経てプロジェクトマネジャーとして国際プロジェクトに携わる。
2000年 ソフトバンク・イーコマース株式会社（現ソフトバンク）入社。
2001年 シーエムネット株式会社代表取締役副社長に就任。
2003年 ソフトバンクグループのディーコープ株式会社に執行役員に就任。
2006年 同社代表取締役社長に就任。
2020年 同社会長へ就任とともに株式会社タカラレーベンの社外取締役も兼任。
2022年 ディーコープ株式会社会長を退任と同時にタカラレーベングループ（現・MIRARTHホールディングス）の株式会社レーベンクリーンエナジー代表取締役社長に就任。MIRARTHホールディングス株式会社執行役員も兼任する。
現在に至る。

## 人物
広島東洋カープの大ファンであり、お気に入りのリゾート地はハワイ。趣味のゴルフはベストスコア80を切るくらいの腕前。
社長塾亜州梁山泊の理事長を務める傍ら、2017年から2019年まで大隈重信設立の100年超の歴史を持つ永楽倶楽部の監事の経験もある。
経済同友会の会員。

## 著書
リバースオークション戦略　東洋経済新報社発行 　(2010年5月) 間接材購買戦略  東洋経済新報社発行（2017年8月）
| スタブアイコン | サブスタブ | この項目は、まだ閲覧者の調べものの参照としては役立たない、人物に関連した書きかけの項目です。この項目を加筆・訂正などしてくださる協力者を求めています（P:人物伝/PJ:人物伝）。 |